# Augen zu und durch, Bruder
Augen zu und durch, Bruder (Originaltitel: Idź przodem, bracie) ist eine polnische Crime-Thriller-Serie, die am 30. Oktober 2024 weltweit auf Netflix veröffentlicht wurde.

## Inhalt
Die Serie folgt Oskar Gwiazda, einem Mitglied einer taktischen Eliteeinheit der Polizei. Während eines bedeutenden Einsatzes erleidet Oskar eine Panikattacke und bricht zusammen, was ihn dazu zwingt, das Team zu verlassen. Kurz darauf erfährt er vom Suizid seines Vaters, der ihm erhebliche Spielschulden hinterlässt. Um seinen Lebensunterhalt zu bestreiten, nimmt Oskar eine Stelle als Sicherheitskraft in einem Modezentrum an. Dort entdeckt er eine Möglichkeit, seine finanzielle Lage zu verbessern, was ihn jedoch in eine gefährliche kriminelle Unterwelt führt.

## Produktion
Regie führte Maciej Pieprzyca. Das Drehbuch schrieb Kacper Wysocki. Die Schauspieler trainierten drei Monate lang mit der Militäreinheit GROM. Die Dreharbeiten fanden in Ostrołęka und in Łódź statt. Die Serie wurde am 30. Oktober 2024 auf der Streaming-Plattform Netflix veröffentlicht.

## Besetzung und Synchronisation
Die deutsche Synchronisation entstand bei der FFS Film- & Fernseh-Synchron GmbH, unter der Dialogregie und nach einem Dialogbuch von Sandra Schwittau.
| Rolle                 | Schauspieler        | Synchronsprecher       |
| --------------------- | ------------------- | ---------------------- |
| Oskar Gwiazda         | Piotr Witkowski     | Sebastian Pappenberger |
| Sylwester Zajfert     | Konrad Eleryk       | Paul Sedlmeir          |
| Bogdan                | Jan Peszek          | Grischa Olbrich        |
| Damian Czorny         | Marcin Kowalczyk    | Julian Bayer           |
| Gameboy               | Sebastian Dela      | Alexander Duffner      |
| Grzesiak Czorny       | Michał Filipiak     | Andrés Mendez          |
| Marta Gwiazda-Zajfert | Aleksandra Adamska  | Vanessa Eckart         |
| Jewa                  | Anastasiya Pustovit | Paulina Rümmelein      |